# Catedral da Imaculada Conceição da Virgem Santa Maria

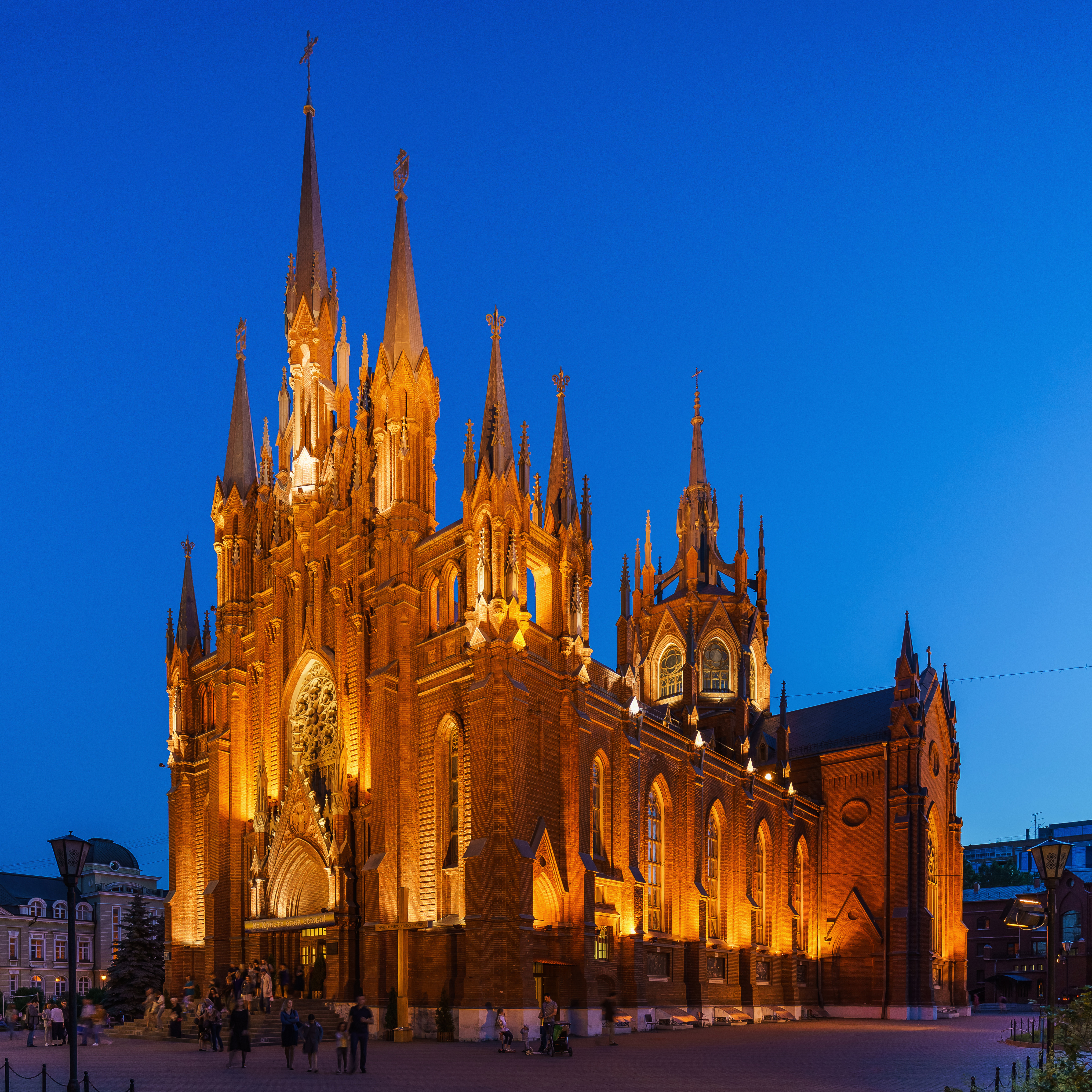
Vista da catedral.

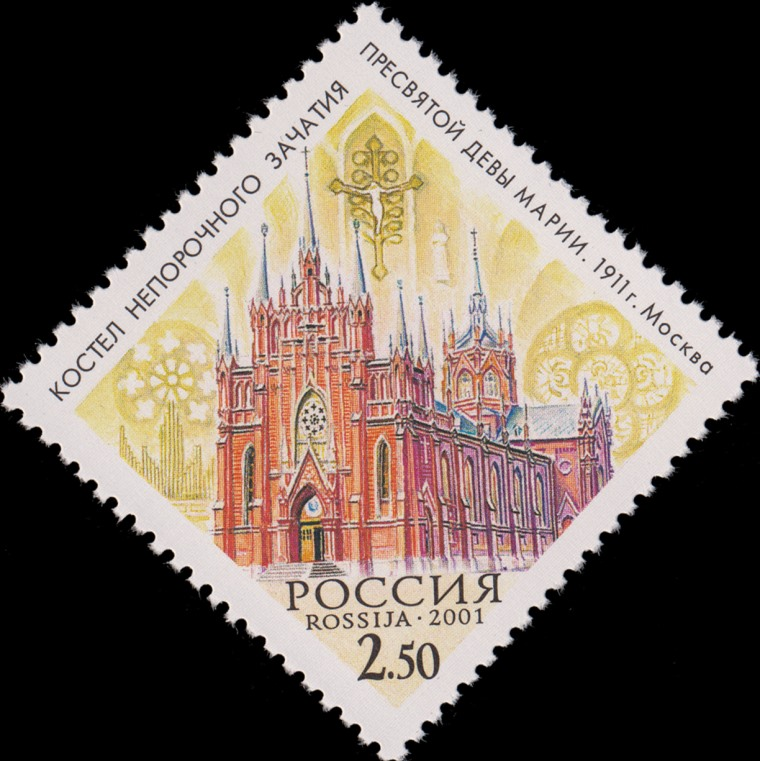
Selo russo de 2001 em homenagem à Catedral

A Catedral da Imaculada Conceição da Virgem Santa Maria é um templo da Igreja Católica Romana de estilo neogótico localizada no centro de Moscou, na Rússia. É uma das únicas igrejas católicas romanas da capital russa e a maior do país, também serve como Catedral da Arquidiocese Católica Romana de Moscou.

## Criação
A construção da catedral foi proposta pelo governo czarista em 1894, com a pedra fundamental sendo lançada em 1899 e a construção iniciada em 1901, terminando dez anos depois. Baseada em um projeto do arquiteto Tomasz Bohdanowicz-Dworzecki, ela foi influenciada pelo estilo da Abadia de Westminster e da Catedral de Milão. Com a ajuda de fundos de paróquias católicas na Rússia e dos Estados vizinhos, a igreja foi inicialmente consagrada como uma capela para a paróquia polonesa de Moscou, em 1911.
No rescaldo da Revolução Russa de 1917, o governo menchevique foi derrubado pelos bolcheviques e a Rússia tornou-se parte da União Soviética. Como a promoção do ateísmo de Estado foi parte de uma ideologia marxista-leninista comunista, o governo soviético ordenou que muitas igrejas fossem fechadas, incluindo esta, em 1938. Durante a Segunda Guerra Mundial, a catedral foi ameaçada de demolição, mas acabou usada para fins civis como  armazém e  albergue. Após a queda do comunismo, tornou-se uma igreja novamente em 1996 e foi elevada à catedral em 2002. Foi reconsagrada em 2005, depois de extensas renovações.
A catedral de três naves, construída a partir de tijolo vermelho, é a casa de cultos regulares da igreja em russo, polonês, coreano, inglês, francês, espanhol, arménio e latim, e também usada para concertos beneficentes com o uso de órgão e execução de música sacra. A catedral integra uma biblioteca, o escritório editorial da revista católica russa O Mensageiro Católico - A Luz do Evangelho (em russo: Католический вестник - Свет Евангелия), bem como o escritório local para a organização humanitária Caritas. Seu órgão, o terceiro desde a construção da catedral, foi doado pela Münster Basel. A catedral é um edifício listado como patrimônio da Federação Russa e um monumento protegido.